# Svitlana Mankova
Svitlana Mankova (em russo:  Світлана Манькова; 1 de dezembro de 1962) é uma ex-handebolista russa, medalhista olímpico.
Svitlana Mankova fez parte dos elencos medalha de bronze, de Seul 1988.